# بابونه برگ نازک
بابونه برگ نازک (نام علمی: Anthemis leptophylla) نام یک گونه از سرده بابونه است.